# Pimpla meridionalis
Pimpla meridionalis là một loài tò vò trong họ Ichneumonidae.